# Latino-falisci

L'Italia antica nell'età del ferro: i Latino-falisci e affini sono evidenziati in grigio.

Con il nome di Latino-falisci, o Protolatini o Latino-falischi, o Italici occidentali, si indica un insieme di popoli indoeuropei stanziati nell'antichità nell'Italia continentale, caratterizzati dall'uso di un insieme di lingue tra loro strettamente imparentate: le lingue latino-falische. I più noti sono i Latini e i Falisci, ma è ritenuto probabile che a questo gruppo appartenessero anche i Veneti e i Siculi, per cui si parla anche di Veneto-siculo-latini.
Un tempo erano ritenuti parte dello stesso ceppo indoeuropeo degli Umbri, degli Osci e degli altri popoli a essi linguisticamente più affini (gli Osco-umbri). 
Vi era infatti l'ipotesi che la prima migrazione indoeuropea in Italia (dei Latino-falisci), e la seconda migrazione indoeuropea (degli Osco-umbri), avrebbero costituito rispettivamente la prima e la seconda ondata migratoria degli Italici, impiantatisi nella penisola in maniera massiccia. 
Ma a partire dagli studi condotti da Vittore Pisani e Giacomo Devoto fin dagli anni trenta del XX secolo è emerso come in tale ceppo, chiamato "italico", convergessero in realtà due diverse stirpi indoeuropee, giunte poi in Italia in momenti differenti e qui riavvicinate da una lunga convivenza. I precisi caratteri etnico-culturali di questi popoli, identificati soprattutto sul piano linguistico, continuano a essere oggetto di dibattito tra gli storici, così come le relazioni dei vari nuclei all'interno del gruppo e con altri popoli dell'area.

## Etnonimo
Il composto "Latino-falisci", con il quale comunemente si indica questo gruppo di popoli, deriva dai due più ampiamente attestati, i Latini e i Falisci, ed è in stretta relazione con la famiglia linguistica corrispondente: le lingue latino-falische. L'insieme dei popoli latino-falisci è a volte identificato anche con altre espressioni:
- Italici, in accezione ristretta. Il termine è impiegato anche in accezione ampia, benché meno rigorosa dal punto di vista storico-linguistico. Tale parola abbraccia anche un'altra stirpe indoeuropea storicamente stanziata in territorio italico: quella osco-umbra[2].
- Veneto-siculo-latini, per sottolineare l'appartenenza, probabile ma non considerata ancora definitivamente acquisita, dei Veneti a questo ceppo.

Theodor Mommsen, sulla base di elementi filologici nel XIX secolo, avanzò per primo l'ipotesi che gli Italici corrispondessero a due gruppi di genti indoeuropee distinte; quella dei Latini e quella degli Umbro-Sanniti.
Successivamente, nel 1917 Alois Walde, accostò i due ceppi, fino ad allora ritenuti una sola stirpe, a due differenti gruppi celtici, solo in un secondo momento riunitisi in territorio italico. Tale ipotesi, in sé scorretta, fu tuttavia ripresa negli anni trenta da Vittore Pisani; in seguito i tentativi di accostare dialettalmente l'uno o l'altro dei due ceppi ad altre famiglie indoeuropee non hanno superato lo stadio di ipotesi. Tuttavia, i successivi lavori di Giacomo Devoto consolidarono definitivamente la distinzione tra Osco-umbri e Latino-falisci, in un quadro ulteriormente contestualizzato di indoeuropeizzazione complessa dell'Italia, fatta di molteplici apporti, scaglionati lungo un processo plurisecolare, e di altrettanto molteplici fenomeni di sovrapposizione, fusione e convergenza tra i popoli e le loro lingue.

### Le origini e l'insediamento in Italia
I Latino-falisci sono attestati solamente in Italia, dove giunsero intorno al II millennio a.C. durante la tarda Età del bronzo. Essi provenivano dall'Europa centrale, dove si erano cristallizzati come popolo autonomo e avevano convissuto con altri gruppi indoeuropei, tra cui gli Osco-umbri, anch'essi attestati solo in Italia. Intorno al XIII secolo a.C. i Latino-falisci migrarono nella Penisola italica, occuparono la costa tirrenica tra gli attuali Lazio e Calabria e si sovrapposero o si mescolarono alle popolazioni neolitiche più antiche. Praticanti la cremazione del defunto, possedevano buone conoscenze metallurgiche.
Tra i Latino-falisci sono noti: i Latini, che si stanziarono nel Latium (definiti dalle fonti antiche come robusti contadini, svilupparono una civiltà agricola che mise a frutto molti terreni); i Falisci, che si stanziarono poco più a nord ed entrarono in stretto contatto con gli Etruschi; gli Enotri e gli Itali, che occuparono le attuali Basilicata, Calabria e Campania meridionale; gli Ausoni; gli Aurunci e gli Opici, che arrivarono in Campania (ma forse anche nelle isole Eolie, nel mar Tirreno). Dal popolo degli Itali potrebbe aver avuto origine la tribù dei Siculi; altre fonti sostengono invece, riguardo a questi ultimi, la provenienza dal Latium, per cui essi furono strettamente imparentati con i Latini, se non costituissero addirittura con essi un unico popolo; partiti dal Latium, avrebbero percorso la costa tirrenica per poi sciamare in Sicilia. Anche i Veneti, che popolavano il nord-est dell'odierna Italia, furono probabili "parenti", almeno a livello linguistico, dei Latini.
Con la seconda migrazione "italica", giunsero nella Penisola gli Osco-umbri, che importarono la lavorazione del ferro e occuparono l'ampia zona appenninica, dalla Pianura Padana alla Calabria. Anche attraverso Ver sacrum si sovrapposero o si mescolarono ai protolatini che si trovavano sulla loro via, nonché ai popoli neolitici pre-indoeuropei. Gli Enotri furono spinti nell'entroterra lucano dalle popolazioni osche, che occuparono la Calabria e la Campania. Da alcune fonti si potrebbe dedurre che gli antenati dei Siculi migrarono in Sicilia perché scacciati dalla Penisola, e che la prima da essi avrebbe preso il nome (sarà infatti conquistata respingendo man mano i neolitici Sicani nella parte orientale). I Latini invece rimasero saldi nel Latium.

## Lingua
Le lingue latino-falische fanno parte, insieme a quelle osco-umbre, del più ampio gruppo italico. Il latino grazie alle conquiste romane divenne la lingua egemone nella Penisola italica, sovrapponendosi agli altri dialetti italici e all'etrusco.